# ژاک پرور
ژاک پرِوِر (به فرانسوی: Jacques Prévert) ‏ (۱۹۰۰–۱۹۷۷) شاعر و فیلم‌نامه‌نویس فرانسوی بود.
شعرهای او در جهان فرانسه‌زبان بسیار رایج است و در کتاب‌های درسی این زبان بسیار نقل شده‌است.

## زندگی
او در نوئی-سور-سن حومه پاریس زاده شد. با تماشای فیلم‌های چارلی چاپلین شیفته سینما شد و بعدها برای کارگردان‌هایی مثل ژان رنوار، کلود اوتان-لارا و مارسل کارنه فیلم‌نامه نوشت. از آن طرف، پای ثابت محفل سوررئالیست‌ها بود. با لویی آراگون و آندره بروتون حشر و نشر داشت و شعر می‌سرود. شعرهایی که همیشه تا زمان مرگش، ۱۹۷۷، و پس از آن خوب فروش می‌رفت و بسیار خوانده می‌شد.

## نگارخانه

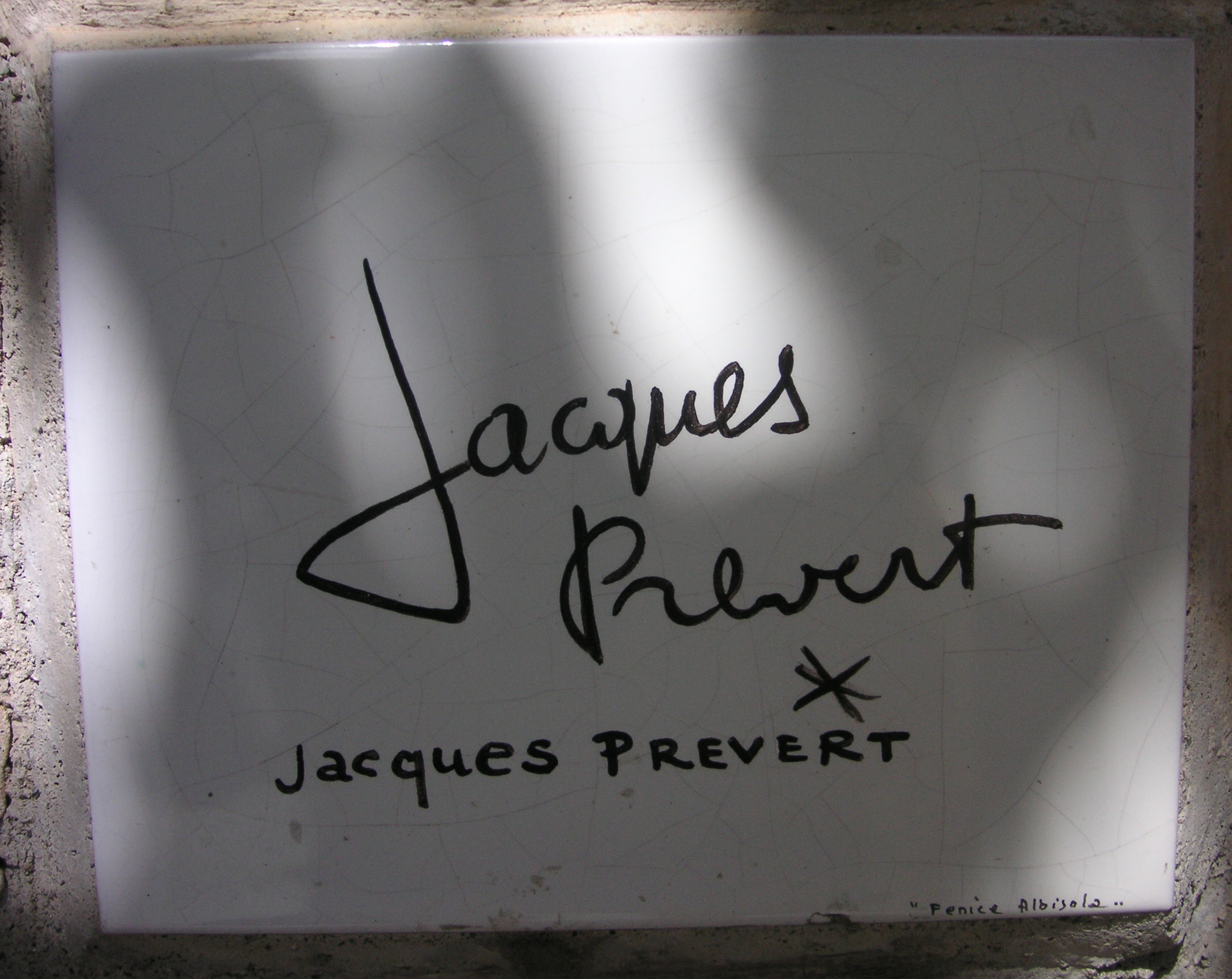
امضای ژاک پره‌ور بر دیوار مورتو در آلاسو ایتالیا
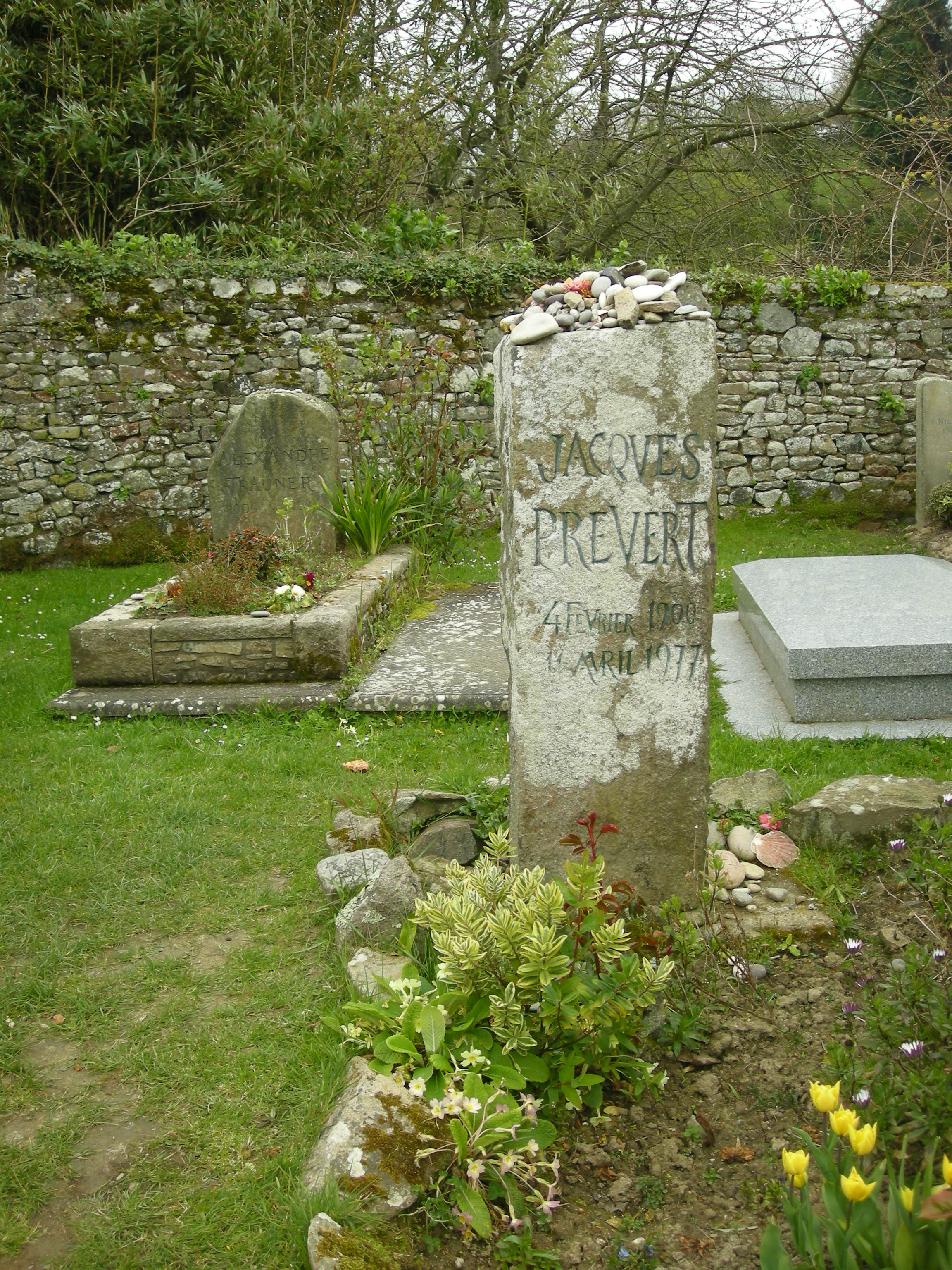
مزار پره‌ور، در کنار الکساندر ترونر